# Seven Femenino de Canadá 2016
El Seven Femenino de Canadá de 2016 fue la segunda edición del torneo canadiense de rugby 7, fue el cuarto de la Serie Mundial Femenina de Rugby 7 2015-16.
Se desarrolló en el Westhills Stadium de la ciudad de Langford, Canadá.

## Fase de grupos

### Grupo A
| Equipo    | Encuentros | Encuentros | Encuentros | Encuentros | Tantos  | Tantos    | Tantos     | Puntos |
| Equipo    | jugados    | ganados    | empatados  | perdidos   | a favor | en contra | diferencia | Puntos |
| --------- | ---------- | ---------- | ---------- | ---------- | ------- | --------- | ---------- | ------ |
| Australia | 3          | 3          | 0          | 0          | 61      | 21        | +40        | 9      |
| Francia   | 3          | 2          | 0          | 1          | 50      | 24        | +26        | 7      |
| Rusia     | 3          | 1          | 0          | 2          | 50      | 48        | -2         | 5      |
| Brasil    | 3          | 0          | 0          | 3          | 17      | 85        | -68        | 3      |

### Grupo B
| Equipo         | Encuentros | Encuentros | Encuentros | Encuentros | Tantos  | Tantos    | Tantos     | Puntos |
| Equipo         | jugados    | ganados    | empatados  | perdidos   | a favor | en contra | diferencia | Puntos |
| -------------- | ---------- | ---------- | ---------- | ---------- | ------- | --------- | ---------- | ------ |
| Nueva Zelanda  | 3          | 3          | 0          | 0          | 76      | 19        | +57        | 9      |
| Estados Unidos | 3          | 1          | 0          | 2          | 38      | 41        | -3         | 5      |
| España         | 3          | 1          | 0          | 2          | 27      | 53        | -26        | 5      |
| Fiyi           | 3          | 1          | 0          | 2          | 32      | 60        | -28        | 5      |

### Grupo C
| Equipo     | Encuentros | Encuentros | Encuentros | Encuentros | Tantos  | Tantos    | Tantos     | Puntos |
| Equipo     | jugados    | ganados    | empatados  | perdidos   | a favor | en contra | diferencia | Puntos |
| ---------- | ---------- | ---------- | ---------- | ---------- | ------- | --------- | ---------- | ------ |
| Canadá     | 3          | 3          | 0          | 0          | 69      | 0         | +69        | 9      |
| Inglaterra | 3          | 2          | 0          | 1          | 57      | 32        | +25        | 7      |
| Irlanda    | 3          | 1          | 0          | 2          | 26      | 69        | -43        | 5      |
| Japón      | 3          | 0          | 0          | 3          | 36      | 87        | -51        | 3      |

## Fase Final

### Copa de oro
|  | Cuartos de final | Cuartos de final | Cuartos de final |               |               | Semifinales   | Semifinales | Semifinales |           |              | Copa         | Copa         | Copa |  |
|  |                  |                  |                  |               |               |               |             |             |           |              |              |              |      |  |
|  |                  |                  |                  |               |               |               |             |             |           |              |              |              |      |  |
|  | Australia        | Australia        | 28               |               |               |               |             |             |           |              |              |              |      |  |
|  | Australia        | Australia        | 28               |               |               |               |             |             |           |              |              |              |      |  |
|  | España           | España           | 0                |               |               |               |             |             |           |              |              |              |      |  |
|  | España           | España           | 0                |               | Australia     | Australia     | 5           |             |           |              |              |              |      |  |
|  |                  |                  |                  |               | Australia     | Australia     | 5           |             |           |              |              |              |      |  |
|  |                  |                  | Francia          | Francia       | 15            |               |             |             |           |              |              |              |      |  |
|  | Inglaterra       | Inglaterra       | Francia          | Francia       | 15            | 29            |             |             |           |              |              |              |      |  |
|  | Inglaterra       | Inglaterra       |                  |               |               |               |             |             |           |              |              |              |      |  |
|  | Estados Unidos   | Estados Unidos   | 7                |               |               |               |             |             |           |              |              |              |      |  |
|  | Estados Unidos   | Estados Unidos   | 7                |               |               |               |             |             |           | Inglaterra   | Inglaterra   | 31           |      |  |
|  |                  |                  |                  |               |               |               |             |             |           | Inglaterra   | Inglaterra   | 31           |      |  |
|  |                  |                  | Nueva Zelanda    | Nueva Zelanda | 14            |               |             |             |           |              |              |              |      |  |
|  | Nueva Zelanda    | Nueva Zelanda    | Nueva Zelanda    | Nueva Zelanda | 14            | 43            |             |             |           |              |              |              |      |  |
|  | Nueva Zelanda    | Nueva Zelanda    |                  |               |               |               |             |             |           |              |              |              |      |  |
|  | Rusia            | Rusia            | 0                |               |               |               |             |             |           |              |              |              |      |  |
|  | Rusia            | Rusia            | 0                |               | Nueva Zelanda | Nueva Zelanda | 12          |             |           | Tercer lugar | Tercer lugar | Tercer lugar |      |  |
|  |                  |                  |                  |               | Nueva Zelanda | Nueva Zelanda | 12          |             |           | Tercer lugar | Tercer lugar | Tercer lugar |      |  |
|  |                  |                  | Francia          | Francia       | 7             |               |             |             |           |              |              |              |      |  |
|  | Francia          | Francia          | Francia          | Francia       | 7             | 14            |             |             | Australia | Australia    | 19           |              |      |  |
|  | Francia          | Francia          |                  |               |               |               |             |             | Australia | Australia    | 19           |              |      |  |
|  | Canadá           | Canadá           | 12               |               |               |               |             |             |           |              | Francia      | Francia      | 12   |  |
|  | Canadá           | Canadá           | 12               |               |               |               |             |             |           |              | Francia      | Francia      | 12   |  |
|  |                  |                  |                  |               |               |               |             |             |           |              |              |              |      |  |

| Bandera de Inglaterra  |
| Campeón Inglaterra     |
| 1º título del circuito |